# Medalla de Honor al Fomento de la Invención
La Medalla de Honor al Fomento de la Invención o Premio García Cabrerizo se otorga por la Fundación García-Cabrerizo, creada en 1977, en reconocimiento a los méritos de personas con importantes contribuciones al fomento y desarrollo de la invención. Los galardonados son personas físicas o jurídicas españoles o extranjeros, cuando su labor en fomento de la invención se haya hecho principalmente en pro de la invención española.

## Antecedentes
En 1968 se creó el Círculo de Fomento de la Invención, promovido por el delegado de España en la Exposición Internacional de Invenciones de Bruselas y actual vicepresidente del certamen, Francisco García Cabrerizo. El antecesor del premio fue instituido en 1968 por Francisco García Cabrerizo y estaba dotado con 100 000 pesetas.

## Historia
A finales de 1970 Francisco García Cabrerizo comprobó las dificultades que afectaban a los inventores de España para poder desarrollar sus proyectos creativos y decidió, como un proyecto personal, crear estos premios para apoyar y estimular la invención, naciendo así los premios García Cabrerizo a la Invención Española. De allí surgió la actual Fundación García-Cabrerizo, para institucionalizar y dotar con medios económicos el apoyo a los investigadores españoles.

## Premiados con el galardón
A continuación se muestra el listado completo de los premiados con la Medalla de Honor al Fomento de la Invención a lo largo de la historia del galardón.
- 1980: José María Aguirre Gonzalo, José María Otero Navascués, Ángel Vián Ortuño
- 1981: Juan de la Cierva Hoces, Manuel Lora Tamayo, Soler Martí
- 1982: José María Oriol y Urquijo, Eduardo Primo Yufera, Paul Quintín
- 1983: Ramón Areces Rodríguez, Federico Mayor Zaragoza, Manuel Sendagorta Aramburu
- 1984: Francisco Grande Covián, José Lladó y Fernández Urrutia, José Manuel Rodríguez Delgado
- 1985: Alfonso Escámez Lopez, Manuel Losada Villasante, Julio Rodríguez Villanueva
- 1986: Julio Delicado Montero Ríos, Jesús Iribas de Miguel, José Ángel Sánchez Asiaín
- 1987: José Garrido Márquez, Adrián Piera Jiménez, Jean-Luc Vincent
- 1988: Jerónimo Angulo Aramburu, Carlos Ferrer Salat, Fernando Gimeno Muntadas
- 1989: Enrique Costa Novella, Antonio García Bellido, José Luis Manglano de Mas
- 1990: Salvador Anglada Llovera, José María Bachs Torner, Ángel Martín Municio
- 1991: Eugenio Andrés Puente, Luis María Ansón Oliart, Juan Manuel Rebollo Castrillo
- 1992: José María Esconcrillas Damborenea, Agustín Tanarro Sanz,  Manuel Toharia Cortés
- 1993: Santiago Calatrava Valls, José Esteve Soler, Diego Figuera Aymerich
- 1994: Armando Durán Miranda, José Antonio Jiménez Salas, Juan Manuel Rojo Alamitos
- 1995: Mariano Barbacid Montalbán, Francisco González de Posada, Amable Liñán Martínez
- 1996: Fundación CEFI, Farag Moussa, Alberto Portera Sánchez
- 1997: Emiliano Aguirre Enríquez, Industrial Farmacéutica Cantabria, Margarita Salas Falgueras
- 1998: Fábricas Agrupadas de Muñecas de Onil, S.A. (Famosa), Gabrie Ferraté Pascual, Francisco Sánchez Martínez
- 1999: José Calavera Ruiz, Ferroatlántica, S.L., Antonio Hernando Grande
- 2000: Francisco Martínez Angulo, Juan José Martínez García
- 2001: José María Fernández Sousa, Luis Gutiérrez Jodra, Juan Jiménez Collado
- 2002: Ángel García Ballesteros, César Nombela Cano, Organización Nacional de Ciegos de España (ONCE)
- 2003: Enrique Alarcón Álvarez, Empresa Azcoyen, S.A., José Luis Huertas Díaz[4]
- 2004: Manuel Barreto Avero, Avelino Corma Canós, Rafael Rebolo López
- 2005: Javier Aracil Santonja, Antonio Lamela Martínez, Enrique Moreno González
- 2006: Manuela Juárez Iglesias, Javier Manterola Armisen, Félix Pérez y Pérez
- 2007: Adolfo García Rodríguez, Laboratorios Farmacéuticos ROVI, Francisco Serra Mestres
- 2008: Josep Amat Girbau, Federico París Carballo, Daniel Ramón Vidal
- 2009: Julio Álvarez-Builla, Mercedes Ramos González, Tecnatom S.A
- 2010: Abengoa, S.A., Construcciones y Auxiliar de Ferrocarriles, S.A., José Luis García López
- 2011: Ikusi, S.A., Indra Sistemas, S.A., José María Martínez-Val Peñalosa
- 2012: José María Benlloch Baviera, Jesús Ezquerra Carrera, Ramem S.A.
- 2013: Ficosa Internacional, Miguel García Guerrero, José Luis López Gómez
- 2014: Grupo Ordesa, Juan Manuel García Ruiz, Pedro Guillén García[5]
- 2015: Prima-Derm S.L.,[6] Juan Ignacio Cirac Sasturain, Guillermo Reglero Rada[7]
- 2023: Rodrigo de Pablos Almazán